# Champagnole
Champagnole é uma comuna francesa na região administrativa de Borgonha-Franco-Condado, no departamento de Jura. Estende-se por uma área de 20,18 km². Em 2010 a comuna tinha 8 379 habitantes (densidade: 415,2 hab./km²).